# Amici di Maria De Filippi (quinta edizione, fase iniziale)
La quinta edizione del talent show musicale Amici di Maria De Filippi è andata in onda nella sua fase iniziale dal 10 settembre 2005 al 26 gennaio 2006 su Canale 5 nella fascia pomeridiana dal lunedì al venerdì e il sabato pomeriggio con la puntata speciale in onda dalle 14:10 alle 16:00 con la conduzione di Maria De Filippi. Da domenica 29 gennaio con la prima puntata in prima serata è iniziata la fase serale di questa edizione.

## Commissione
Canto 
- Fabrizio Palma, insegnante di canto
- Luca Pitteri, insegnante di canto
- Giuseppe Vessicchio, insegnante di musica e direttore d'orchestra nella fase finale
- Grazia Di Michele, insegnante di canto

 Recitazione 
- Daniela Allegra, insegnante di recitazione
- Fioretta Mari, insegnante di dizione e recitazione
- Patrick Rossi Gastaldi, insegnante di recitazione

 Danza 
- Alessandra Celentano, insegnante di danza classica
- Garrison, insegnante di danza moderna
- Maura Paparo, insegnante di danza hip-hop
- Steve La Chance, insegnante di danza jazz

Altri
- Marco Castellano, insegnante di fitness
- Riccardo "Chicco" Sfondrini, autore e responsabile della produzione

## Concorrenti
I ragazzi ammessi alla fase finale sono 18: 2 componenti abbandonano il programma per la classifica di gradimento, prima del serale, 3 vengono eliminati dal semaforo rosso nella prima puntata del serale per un totale di 13 concorrenti.
 Ballerini 
- Davide Baldisserra (Aarau, 30 gennaio 1983)
- Erion Baze (Coriza, 29 dicembre 1982)
- Roberto Carrozzino (Milano, 18 settembre 1983)
- Ivan D'Andrea (Gemona del Friuli, 11 aprile 1985)
- Viviana Filippello (Palermo, 17 settembre 1986)
- Giovanni Fusco (Napoli, 26 novembre 1986)
- Luana Guidara (Messina, 4 gennaio 1987)
- Rossella Lucà (Torino, 1º ottobre 1983)
- Antonello Mastrangelo (Taranto, 6 novembre 1985)
- Michele Moretti (Molfetta, 19 ottobre 1986)
- Gianluca Petruzzelli (Fortaleza, 30 gennaio 1985)
- Alberto Poletti (Borgomanero, 22 ottobre 1983)
- Annavita Romano (Catania, 31 marzo 1981)
- Endri Roshi (Patos, 9 febbraio 1987)
- Sara Telch (Roma, 30 maggio 1983)
- Raffaele Tizzano (Acerra, 18 giugno 1986)
- Roberta Zegretti (Isernia, 25 gennaio 1987)

 Cantanti 
- Filomena "Mena" Cacciapuoti (Napoli, 10 ottobre 1981)
- Brigida Cacciatore (Palermo, 11 settembre 1983)
- Rita Comisi (Itamaraju, 16 agosto 1985)
- Eleonora Crupi (Parma, 9 gennaio 1985)
- Matteo Deledda (Olbia, 26 agosto 1983)
- Fabio De Martino (Castellammare di Stabia, 6 gennaio 1985)
- Giuseppe "Beppe" Forlini (Cassino, 9 ottobre 1986)
- Nicola Gargaglia (Perugia, 10 dicembre 1986)
- Giuseppe Landi (Salerno, 7 agosto 1984)
- Erika Mineo (Prato, 14 giugno 1984)
- Manola Moslehi (Frosinone, 30 aprile 1984)
- Vincenzo Pinto (Torre Annunziata, 25 agosto 1982)
- Amato Scarpellino (Formia, 13 marzo 1985)
- Andrea "Andrè" Tarozzi (Iglesias, 15 ottobre 1983)
- Tania Tuccinardi (Fondi, 14 agosto 1986)

 Attori 
- Andrea Dianetti (Roma, 9 maggio 1987)
- Valentina Chisci (Carrara, 12 luglio 1982)
- Robert Iaboni (Frosinone, 12 giugno 1987)
- Serena Silvani[1] (Arona, 10 novembre 1986)

I ragazzi ammessi alla fase finale sono 18: 3 vengono eliminati dal semaforo rosso nella prima puntata del serale per un totale di 13 concorrenti.
| Ballo | Ballo |            | Recitazione | Recitazione |            | Canto                                                                                                   | Canto                                                                                                   |
| Insegnanti | Insegnanti | Insegnanti | Insegnanti | Insegnanti | Insegnanti | Insegnanti                                                                                              | Insegnanti                                                                                              |
| --- | --- | ---------- | --- | --- | ---------- | --- | --- |
| - Alessandra Celentano (danza classica) - Garrison Rochelle (danza moderna) - Maura Paparo (danza hip-hop) - Steve La Chance (danza jazz) | - Alessandra Celentano (danza classica) - Garrison Rochelle (danza moderna) - Maura Paparo (danza hip-hop) - Steve La Chance (danza jazz) |            | - Fioretta Mari (dizione e recitazione) - Patrick Rossi Gastaldi (recitazione) - Daniela Allegra (recitazione) | - Fioretta Mari (dizione e recitazione) - Patrick Rossi Gastaldi (recitazione) - Daniela Allegra (recitazione) |            | - Luca Pitteri (canto) - Peppe Vessicchio (musica) - Grazia Di Michele (canto) - Fabrizio Palma (canto) | - Luca Pitteri (canto) - Peppe Vessicchio (musica) - Grazia Di Michele (canto) - Fabrizio Palma (canto) |
| Concorrenti | |            | | |            | | |
| | Nome |            | | Nome |            | | Nome |
| 1 | Ivan D'Andrea |            | 2 | Andrea Dianetti                                                                                                |            | 3 | Rita Comisi                                                                                             |
| 5 | Raffaele Tizzano |            | 12 | Robert Iaboni                                                                                                  |            | 4 | Eleonora Crupi                                                                                          |
| 6 | Erion Baze |            | | |            | 8 | Manola Moslehi                                                                                          |
| 7 | Rossella Lucà |            | | |            | 9 | Nicola Gargaglia                                                                                        |
| 10 | Luana Guidara |            | | |            | 13 | Giuseppe Landi                                                                                          |
| 11 | Roberto Carrozzino |            | | |            | 17 | Erika Mineo                                                                                             |
| 14 | Michele Moretti |            | | |            | 18 | Matteo Deledda                                                                                          |
| 15 | Endri Roshi |            | | |            | | |
| 16 | Roberta Zegretti |            | | |            | | |

## Classifica di gradimento
Legenda:      Immune/Accede al serale      New Entry      Eliminato/a 

|     | 17/09     | 24/09    | 01/10     | 08/10     | 15/10   | 22/10     | 02/11     | 05/11     | 14/11     | 22/11    | 28/11     | 03/12     | 10/12     | 17/12     | 07/01     | 16/01     | 21/01 CLASSIFICA ACCESSO AL SERALE |     |
| --- | --------- | -------- | --------- | --------- | ------- | --------- | --------- | --------- | --------- | -------- | --------- | --------- | --------- | --------- | --------- | --------- | ---------------------------------- | --- |
| 1°  | Ivan      | Ivan     | Endri     | Annavita  | Matteo  | Endri     | Brigida   | Raffaele  | Raffaele  | Raffaele | Raffaele  | Raffaele  | Raffaele  | Raffaele  | Raffaele  | Raffaele  | Raffaele                           | 1°  |
| 2°  | Manola    | Raffaele | Raffaele  | Endri     | N/A     | Matteo    | Endri     | Giuseppe  | Endri     | N/A      | Endri     | Endri     | Michele   | Michele   | Antonello | Andrea    | Rossella                           | 2°  |
| 3°  | Brigida   | Rita     | Ivan      | Ivan      | N/A     | Antonello | Raffaele  | Endri     | Gianluca  | N/A      | Antonello | Beppe     | Andrea    | Giuseppe  | Roberta   | Manola    | Andrea                             | 3°  |
| 4°  | Giuseppe  | Vincenzo | Fabio     | Fabio     | N/A     | Beppe     | Antonello | Matteo    | Andrea    | N/A      | Serena    | Antonello | Endri     | Antonello | Robert    | Luana     | Nicola                             | 4°  |
| 5°  | Raffaele  | Andrea   | Andrea    | Beppe     | N/A     | Giuseppe  | Giuseppe  | Brigida   | Giuseppe  | N/A      | Matteo    | Giuseppe  | Robert    | Endri     | Michele   | Roberta   | Michele                            | 5°  |
| 6°  | Nicola    | Alberto  | Viviana   | Viviana   | N/A     | Andrea    | Nicola    | Fabio     | Brigida   | N/A      | Eleonora  | Luana     | Eleonora  | Eleonora  | Eleonora  | Endri     | Roberta                            | 6°  |
| 7°  | Andrea    | Tania    | Tania     | Gianluca  | N/A     | Robert    | Ivan      | Antonello | Antonello | N/A      | Manola    | Matteo    | Antonello | Manola    | Endri     | Matteo    | Giuseppe                           | 7°  |
| 8°  | Rita      | Endri    | Filomena  | Tania     | N/A     | Fabio     | Gianluca  | Tania     | Nicola    | N/A      | Nicola    | Nicola    | Luana     | Roberta   | Giuseppe  | Ivan      | Endri                              | 8°  |
| 9°  | Roberta   | Gianluca | Luca      | Raffaele  | N/A     | Annavita  | Annavita  | Erika     | Rita      | N/A      | Rossella  | Ivan      | Rossella  | Rita      | Rossella  | Eleonora  | Robert                             | 9°  |
| 10° | Luca      | Viviana  | Nicola    | Rossella  | N/A     | Luana     | Robert    | Sara      | Tania     | N/A      | Ivan      | Davide    | Giuseppe  | Matteo    | Erika     | Filomena  | Erika                              | 10° |
| 11° | Tania     | N/A      | Rita      | Filomena  | N/A     | Rita      | Matteo    | Robert    | Michele   | N/A      | Brigida   | Andrè     | Matteo    | Robert    | Filomena  | Rita      | Matteo                             | 11° |
| 12° | Endri     | N/A      | Antonello | Andrea    | N/A     | Ivan      | Tania     | Rita      | Matteo    | N/A      | Roberta   | Roberta   | Roberta   | Andrea    | Matteo    | Robert    | Eleonora                           | 12° |
| 13° | Alberto   | N/A      | Beppe     | Rita      | N/A     | Roberta   | Rita      | Roberta   | Fabio     | N/A      | Giuseppe  | Rita      | Filomena  | Ivan      | Nicola    | Erika     | Ivan                               | 13° |
| 14° | Gianluca  | N/A      | Robert    | Roberta   | N/A     | Nicola    | Andrea    | Annavita  | Robert    | N/A      | Robert    | Serena    | Andrè     | Nicola    | Rita      | Michele   | Manola                             | 14° |
| 15° | Rossella  | N/A      | Roberta   | Brigida   | N/A     | Tania     | Luana     | N/A       | Erika     | N/A      | Rita      | Rossella  | Nicola    | Rossella  | Luana     | Nicola    | Luana                              | 15° |
| 16° | Serena    | N/A      | Alberto   | Antonello | N/A     | Raffaele  | Fabio     | N/A       | Ivan      | N/A      | Andrea    | Robert    | Sara      | Filomena  | Manola    | Serena    | Rita                               | 16° |
| 17° | Amato     | N/A      | Gianluca  | Robert    | N/A     | Rossella  | Roberta   | N/A       | Annavita  | N/A      | Erika     | Filomena  | Erika     | Beppe     | Andrea    | Giuseppe  | Serena                             | 17° |
| 18° | Antonello | N/A      | Giuseppe  | Luana     | N/A     | Manola    | Filomena  | N/A       | Roberta   | N/A      | Filomena  | Sara      | Manola    | Luana     | Ivan      | Rossella  | Filomena                           | 18° |
| 19° | Robert    | N/A      | Valentina | Valentina | N/A     | Giovanni  | Beppe     | N/A       | Filomena  | N/A      | Luana     | Manola    | Ivan      | Serena    | Serena    | Antonello |                                    | 19° |
| 20° | Filomena  | N/A      | Brigida   | Manola    | N/A     | Filomena  | Rossella  | N/A       | Luana     | N/A      | Sara      | Andrea    | Serena    | Erika     | Beppe     |           |                                    | 20° |
| 21° | Luana     | N/A      | Amato     | Luca      | N/A     | Serena    | Manola    | N/A       | Manola    | N/A      | Beppe     | Eleonora  | Beppe     | Sara      |           |           |                                    | 21° |
| 22° | Fabio     | N/A      | Luana     | Sara      | N/A     | Gianluca  | Serena    | N/A       | Andrè     | N/A      | Michele   | Erika     | Rita      |           |           |           |                                    | 22° |
| 23° | Giovanni  | N/A      | Sara      | Nicola    | N/A     | Sara      | Sara      | Andrea    | Beppe     | Ivan     | Davide    | Michele   | Davide    |           |           |           |                                    | 23° |
| 24° | Valentina | N/A      | Manola    | Amato     | Rita    | Brigida   |           | Gianluca  | Serena    | Beppe    | Andrè     | Brigida   |           |           |           |           |                                    | 24° |
| 25° | Vincenzo  | N/A      | Giovanni  | Serena    | Beppe   |           |           |           | Rossella  | Annavita |           |           |           |           |           |           |                                    | 25° |
| 26° | Sara      | Robert   | Rossella  | Giuseppe  | Brigida |           |           |           | Sara      |          |           |           |           |           |           |           |                                    | 26° |
| 27° | Annavita  | Filomena | Serena    | Alberto   |         |           |           |           |           |          |           |           |           |           |           |           |                                    | 27° |
| 28° |           | Fabio    | Annavita  | Giovanni  |         |           |           |           |           |          |           |           |           |           |           |           |                                    | 28° |

## La sigla
In questa edizione la sigla è quella dell'anno precedente, ossia Semplicemente, rivista per quanto riguarda la suddivisione dei pezzi e per alcuni cambiamenti alla coreografia.